# 郑系
郑系（?—?），十六国后赵、冉魏政治人物。

## 生平
后赵时，中谒者令申扁被石虎宠幸，石宣也和他关系亲昵。申扁聪辩明断，管理机密之任。石虎不理政事，石宣荒淫酗酒，石韬沈湎打猎，生杀除拜都是申扁所决定。权倾内外，刺史二千石多出其门，九卿已下望尘而拜，只有侍中郑系、王谟、常侍卢谌、崔约等十余人与他抗礼。后赵灭亡后，郑系转任洛州刺史。351年八月，魏国徐州刺史周成、兖州刺史魏统、荆州刺史乐弘、豫州刺史张遇投降东晋，献出了他们所占据的廪丘、许昌等地。平南将军高崇、征虏将军吕护挟持着郑系也投降东晋。